# Vera Magalhães
Vera Regina Magalhães dos Santos Cabral (São Paulo, 14 de outubro de 1972) é uma jornalista, radialista, comentarista de política e apresentadora brasileira. É casada com o ex-assessor do PSDB e ex-diretor executivo da revista Veja, Otávio Cabral, com quem tem dois filhos.

## Carreira
Vera Magalhães é graduada em jornalismo pela Escola de Comunicações e Artes da Universidade de São Paulo (ECA-USP) e começou a atuar como repórter no Diário do Grande ABC ainda durante a graduação, em 1993. Após a graduação, em 1995, continuou a exercer a função de repórter no mesmo periódico por mais um ano, quando foi promovida a função de editora.
Ocupou diversas funções no jornal Folha de S.Paulo, do Grupo Folha entre 1997 e 2015, com breve pausa entre 2001 e 2005 quando trabalhou como editora da revista e do site Primeira Leitura. Na Folha, trabalhou como redatora, pauteira do caderno Brasil, coordenadora e repórter de Política em Brasília, repórter e editora da coluna Painel e repórter especial e responsável pelo blog É tudo Política na versão online do jornal. Ficou licenciada do jornal, em 2014, após a nomeação do seu marido para a campanha de Aécio Neves do PSDB.
Após a saída definitiva da Folha de S.Paulo, em 2015, foi contratada pela revista Veja. Assumiu o comando da coluna Radar, nas versões online e impressa. No ano seguinte, foi contratada pela rádio Jovem Pan. Lá se tornou responsável pelos boletins diários sobre política no programa Jornal da Manhã e também passou a integrar o elenco do programa vespertino 3 em 1 na rádio Jovem Pan de São Paulo, ao lado de Carlos Andreazza, Marcelo Madureira e Patrick Santos. Também em 2016 foi contratada como colunista de política do jornal Estadão e no mesmo ano participou do quadro Meninas do Jô, do Programa do Jô, na Rede Globo, debatendo assuntos relacionados a política e economia.
Em 2020 deixou a Jovem Pan e passou a comandar o programa Roda Viva na TV Cultura. No ano seguinte torna-se colunista do programa diário Ponto Final CBN, da rádio CBN, além de colunista do jornal O Globo.

## Homenagens
- Prêmio AMB 2004, promovido pela Associação dos Magistrados Brasileiros (AMB), na categoria "Melhor Reportagem em Revista", com a matéria “De carona na Anaconda”, em que aborda a reforma do Judiciário e do Ministério Público na Operação Anaconda.[5][6][23][24]
- Prêmio Folha de Reportagem de 2007, com a matéria “Tendência era amaciar para Dirceu, diz ministro do STF”. Em 2011, a reportagem também foi listada pela Folha de S.Paulo entre "As 90 reportagens que fizeram história" daquele veículo de comunicação.[5][6][25][26]
- Finalista na 58ª edição do Prêmio Esso de Jornalismo, em 2013, ao lado dos jornalistas Leandro Colon e Filipe Coutinho, pela reportagem "Nas asas da FAB", publicado na Folha de S.Paulo.[27]
- Prêmio “Troféu Mulher Imprensa”, em 2017, pelo seu trabalho como colunista da Jovem Pan, em que venceu pelo voto popular.
- Indicada ao “Prêmio Comunique-se de Jornalismo”, em 2017, pelas categorias "Colunista de notícias de veículo impresso" e "Jornalista Nacional".[28][29][30]
- Prêmio "Troféu Mulher Imprensa" em 2018.[31]

## Ataques pessoais

### 2020
Uma notícia falsa referente à jornalista foi criada em 2020, quando os deputados estaduais Douglas Garcia (Republicanos-SP) e Gil Diniz, conhecido como Carteiro Reaça (PSL-SP) acusaram a jornalista, no plenário da Assembleia Legislativa paulista, de receber R$ 500 mil da Fundação Padre Anchieta para atacar Bolsonaro. Ainda no dia 20 de março de 2020, a jornalista publicizou seu contrato de âncora do programa Roda Viva e esclareceu que não possui nenhum vínculo com o governo do Estado de São Paulo e que seu salário é de R$22 mil, totalizando R$264 mil por ano, pois seu contrato salarial é firmado com a Fundação Padre Anchieta e é oriundo exclusivamente de publicidades. Tal informação foi checada pelo Estadão.

### 2022
Durante o primeiro debate presidencial do pleito de 2022, em 28 de agosto, o candidato à reeleição, Jair Bolsonaro (PL), ao comentar uma pergunta feita pela jornalista ao também candidato Ciro Gomes sobre o efeito de notícias falsas à política de vacinação, Bolsonaro fez ataques pessoais de cunho machista e sexista à jornalista, acusando-a de dormir pensando nele e de ser "uma vergonha para o jornalismo":
Vera, não podia esperar outra coisa de você. Acho que você dorme pensando em mim. Você tem alguma paixão por mim. Você não pode tomar partido num debate como esse, fazer acusações mentirosas ao meu respeito. Você é uma vergonha para o jornalismo brasileiro 
Assim que teve sua oportunidade de falar, a candidata Simone Tebet usou parte do seu tempo para defender a jornalista, então Bolsonaro rebateu, exaltado, com mais uma fala de cunho machista contra agora à candidata:
A senhora é uma vergonha para o Senado, não vem com essa historinha de que eu ataco mulheres, de se vitimizar! 

|                 | Silas Malafaia | Logo do Twitter, um pássaro azul estilizado |
| @PastorMalafaia |                |                                             |

            VERA MAGALHÃES ! A jornalista que ganha 500 mil por ano da fundação sustentada pelo governo de SP. Entendeu ? Doria começou a bancar a jornalista que ataca o presidente em todo o tempo. VAMOS PARAR COM O MI MI MI QUE BOLSONARO É CONTRA AS MULHERES ! A casa caiu Vera !

29 de agosto de 2022

As falas do presidente desencadearam uma onda de ataques pessoais contra a jornalista por meio das redes sociais. O pastor Silas Malafaia publicou uma notícia falsa de que Vera ganharia 500 mil por ano do governo de São Paulo para atacar Jair Bolsonaro. Em uma publicação do Estadão, um print da postagem era visto com 14,5 mil curtidas e 3,400 mil retweets. Em 30 de agosto de 2022, Vera Magalhães anunciou publicamente que processaria o pastor. No dia 2 de setembro, A juíza Maria Carolina de Mattos Bertoldo, da 21 Vara Civel de São Paulo, ordenou que o pastor retirasse do ar a postagem, considerada "fake news" pela justiça. A sentença do processo 1094168-02.2022.8.26.0100, de 6 de outubro de 2023, condenou Silas Malafaia a indenizá-la em R$ 15.000,00 somados a juros desde a ofensa, e se encontra em grau de recurso perante a 3ª Câmara de Direito Privado do Tribunal de Justiça do Estado de São Paulo, pautado para o dia 30 de abril de 2024.
No dia 7 de setembro, durante uma manifestação feita a favor de Jair Bolsonaro em Copacabana, um cartaz com o rosto de Vera Magalhães estampado com a frase "você é uma vergonha para o jornalismo" foi posicionada em na lateral de um guindaste.

### 2024
Em 9 de abril de 2024, no curso da disputa da ofensiva de Elon Musk contra a regulação das redes sociais no Brasil, ameaçando descumprir ordens do Judiciário, em especial do min. Alexandre de Moraes, ela deixou a rede social Twitter, na qual atuou por 15 anos e possuía 922 mil seguidores com a seguinte manifestação: "A partir do momento que uma rede social vira uma arma para um dono fazer política, falar em liberdade é piada. Quem está aqui está topando as regras de jogo de Elon Musk e usando a sua expertise, seu trabalho para alavancar sua arma política. Por isso, a partir de hoje, não estarei."